# Michaił Isakowski
Michaił Wasiljewicz Isakowski (ros. Михаил Васильевич Исаковский, ur. 7 stycznia?/19 stycznia 1900 we wsi Głotowka w guberni smoleńskiej, zm. 20 lipca 1973 w Moskwie) – radziecki poeta, Bohater Pracy Socjalistycznej (1970).

## Życiorys
Uczył się w gimnazjum w Smoleńsku, w 1914 opublikował w gazecie „Now'” swój pierwszy utwór – Prośbę sołdata, po zakończeniu nauki pracował jako nauczyciel w szkole wiejskiej i sekretarz wiejskiego komitetu wykonawczego, od 1918 należał do RKP(b). W latach 1919–1921 redagował powiatową gazetę w Jelni, później pracował w obwodowej gazecie w Smoleńsku, w 1930 wydał zbiór wierszy Prowincyja, a w 1931 Mastiera Ziemli. W 1931 przeniósł się do Moskwy i pracował tam jako redaktor pisma „Kołchoźnik”. Napisał teksty do popularnych piosenek Katiusza i Samotna harmonia. W 1949 opublikował zbiór pieśni i wierszy Stichi i piesni, a w 1965 zbiór poezji Stichotworienija. Został pochowany na Cmentarzu Nowodziewiczym. W 1988 pośmiertnie otrzymał honorowe obywatelstwo Smoleńska. Jego imieniem nazwano ulice w Moskwie, Smoleńsku i Krzywym Rogu. W 2000 w Smoleńsku postawiono jego pomnik.

## Odznaczenia i nagrody
- Medal Sierp i Młot Bohatera Pracy Socjalistycznej (19 stycznia 1970)
- Order Lenina (czterokrotnie – 30 stycznia 1950, 21 stycznia 1960, 28 października 1967 i 19 stycznia 1970)
- Order Czerwonego Sztandaru Pracy (dwukrotnie – 31 stycznia 1939 i 23 września 1945)
- Order „Znak Honoru” (28 października 1967)
- Nagroda Stalinowska I klasy (dwukrotnie – 1943 i 1949)

I medale.